# Casă cu cadre de lemn

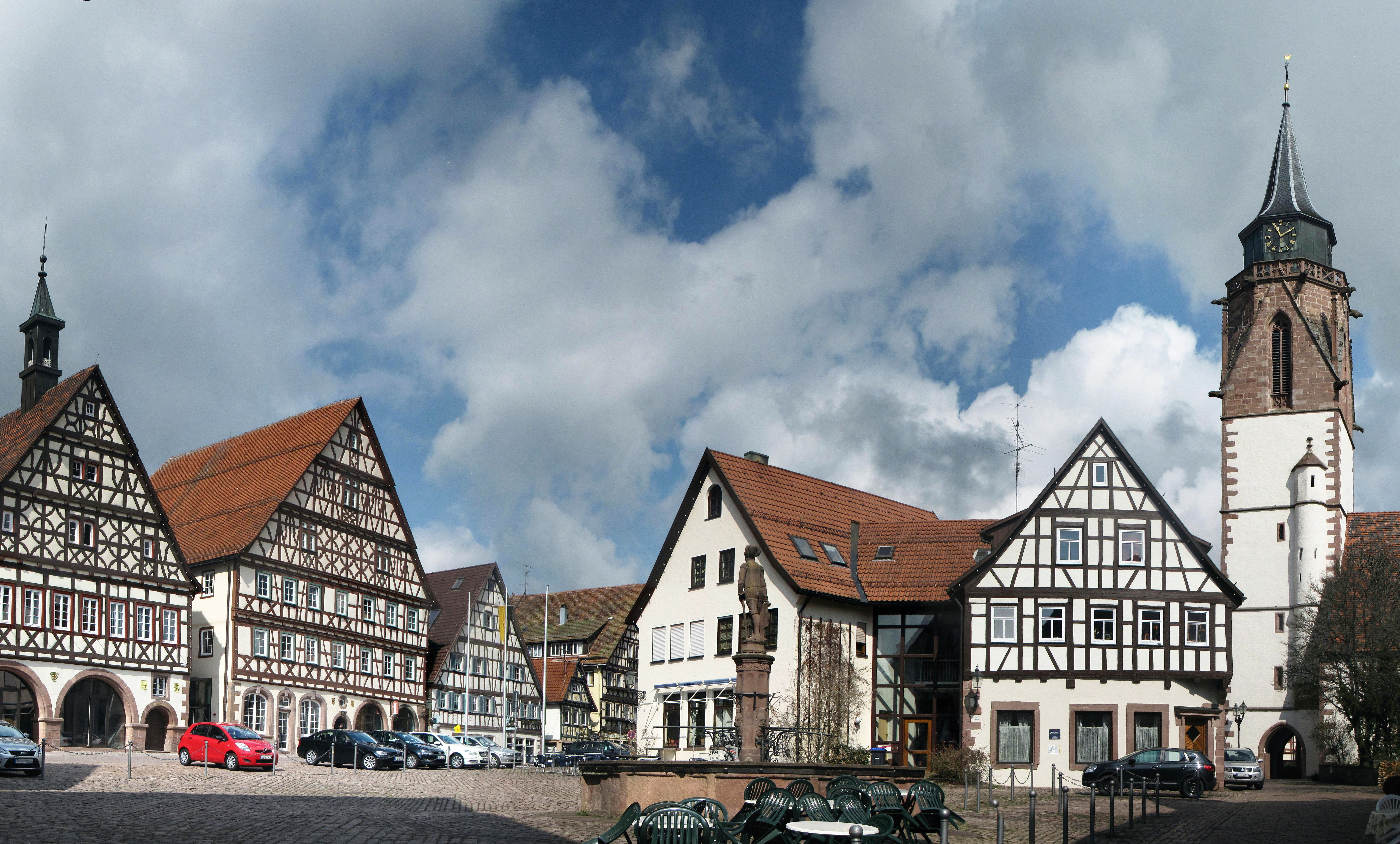
Piața din Dornstetten (Germania), înconjurată de case tip Fachwerk.

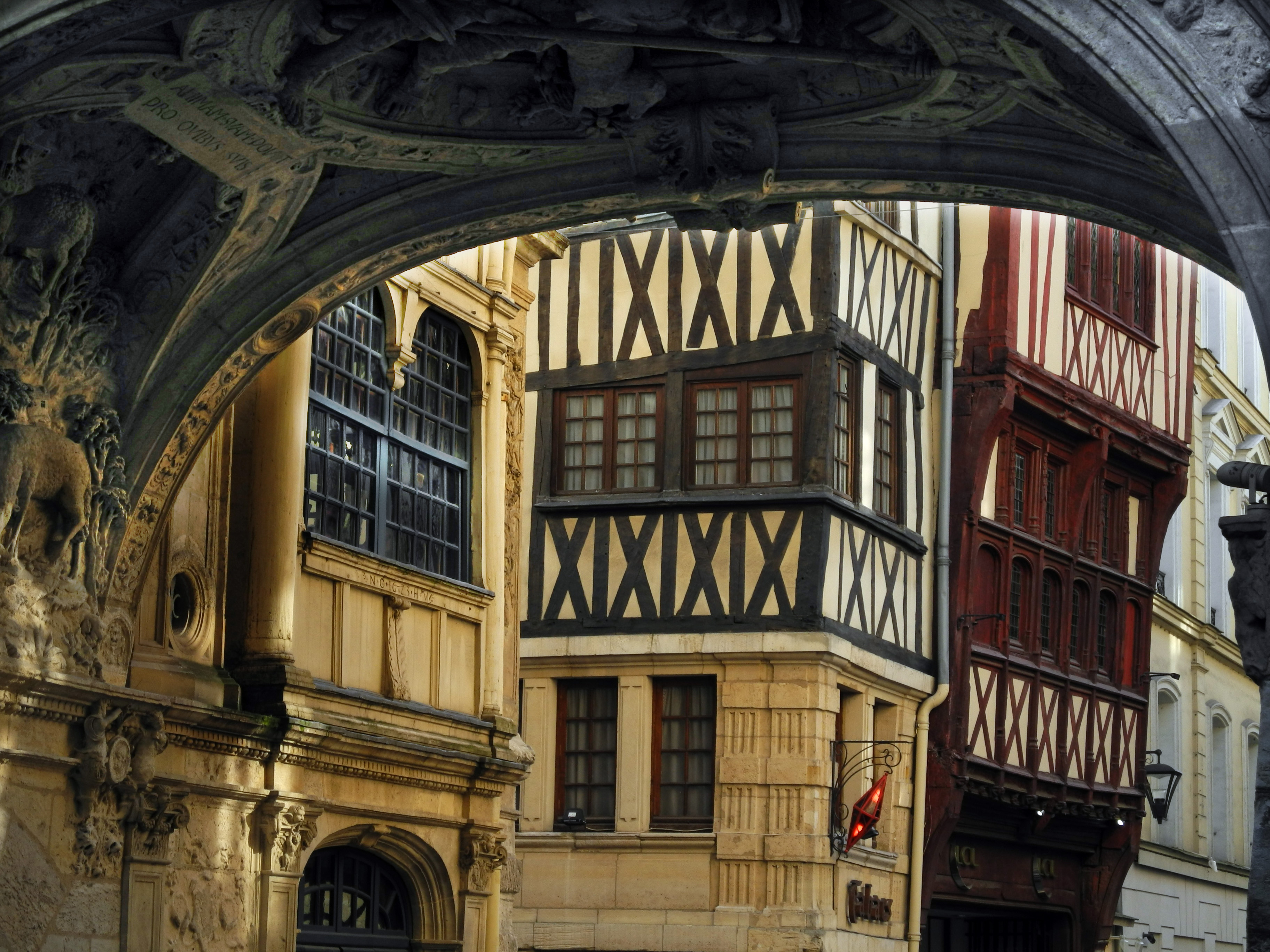
Rue du Gros-Horloge în Rouen, un oraș din Franța recunoscut pentru clădirile cu cadre din lemn.

Casele cu cadre de lemn (în germană Fachwerkhaus), cunoscute și sub denumirea de case de paiantă cu lemnărie aparentă, sunt construite cu metode tradiționale folosind lemn de esență tare, de regulă stejar, gorun sau în zonele de conifere lemn de molid, creând structuri de forme diferite (triunghi, pătat sau trapez), montate în plan orizontal, vertical și oblic. Acest stil se găsește în multe clădiri din lemn din zona Centrală și Nordică a Europei, unde se construiau case cu acest stil din Evul Mediu până în secolul XIX, Germania fiind cea mai cunoscută țară pentru acest tip de arhitectură, alături de Franța, în mod deosebit în zona Alsaciei. Grinzile de lemn rămân vizibile în fațada clădirii atunci când construcția este finalizată, dând aspectul caracteristic clădirilor de acest fel. Spațiile dintre grinzi sunt, în general, umplute cu compuși particulari de lemn și argilă, cu pietre sau cu cărămizi, deci cu elemente neportante.
Deoarece acest tip de construcție a fost folosit de sute de ani în multe părți din Europa și mai târziu în America, de-a lungul istoriei s-au dezvoltat multe stiluri. Aceste stiluri sunt adesea clasificate în funcție de tipul de fundație și de pereți, locația unde se intersectează grinzile, utilizarea de cherestea curbată și detaliile de încadrare ale acoperișului

## Descriere
Grinzile orizontale și verticale sunt îmbinateate cu cele oblice, esențiale din punct de vedere static, deoarece servesc ca un schelet de structură pentru susținerea întregii clădiri și pentru a conferi o mai mare rigiditate întregii construcții. Lemnele folosite în general sunt stejarul și gorunul. Totuși când este posibil, se preferă bradul. Aceste tipuri de lemn sunt mai rezistente la intemperii și tind mai puțin să putrezească.
Spațiul dintre grinzi (în germană Gefach) sunt umplute cu o împletitură de lemn acoperită cu un strat argilă, silt, nisip, material noroios, cărămizi sau pietre. În această împletitură, lemnele tari sunt legate cu lemne mai slabe, cum ar fi salcia.
Decorarea fațadelor caselor cu cadre de lemn variază mult, în funcție de zona de construcție și de timpul disponibil pentru finalizarea clădirii. În general, dispunerea elementelor înclinate, inserarea altor elemente înclinate fără nicio valoare statică, cioplirea elementelor cu basoreliefuri și vopsirea elementelor au o mare valoare decorativă.
Se presupune că, în trecutul îndepărtat, decorațiunile erau decise de constructor și doar anumiți artizani le puteau realiza.
Printre decorațiunile tipice se numără:
- Crucea Sfântului Andrei.
- Inscripții, în general cu versete din Biblie.
- Console, decorate în general cu sfinți sau alte figuri sacre.
- Tronul împăratului Sfântului Imperiu Roman.
- Romburi ce reprezentau numărul de copii din casă.

Structurile din lemn constituie un element de susținere, dar în același timp și unul stilistic, având în vedere că grinzile configurează motive geometrice decorative: în acest fel, motivele estetice și funcționale sunt combinate într-o singură soluție.

## Clădiri cu cadre din lemn în România

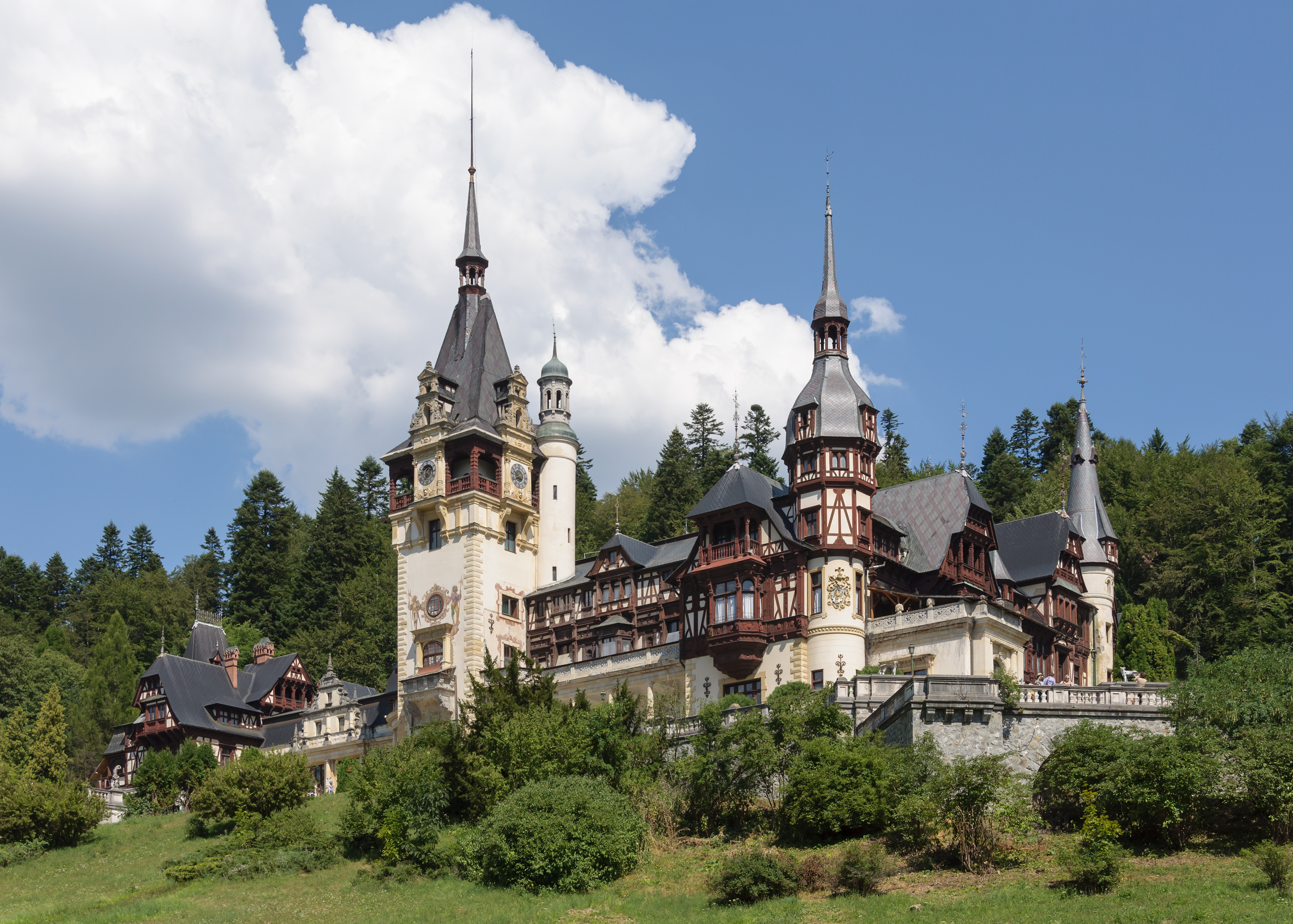
Castelul Peleș.

Se pot găsi clădiri cu cadre din lemn pe tot teritoriul României. Câteva exemple de clădiri în stil Fachwerk sunt fostul consulat al Austriei din Fălticeni, Casa Elvețiană din Tulcea și Complexul Sportiv Olimpia din Brașov. Cel mai faimos oraș din România pentru clădirile Fachwerk este cu siguranță Sinaia, castelele Peleș și Pelișor fiind între cele mai cunoscute clădiri de acest tip din țară. Clădiri de tip Fachwerk există în mai multe zone din Carpații Meridionali.

## Galerie

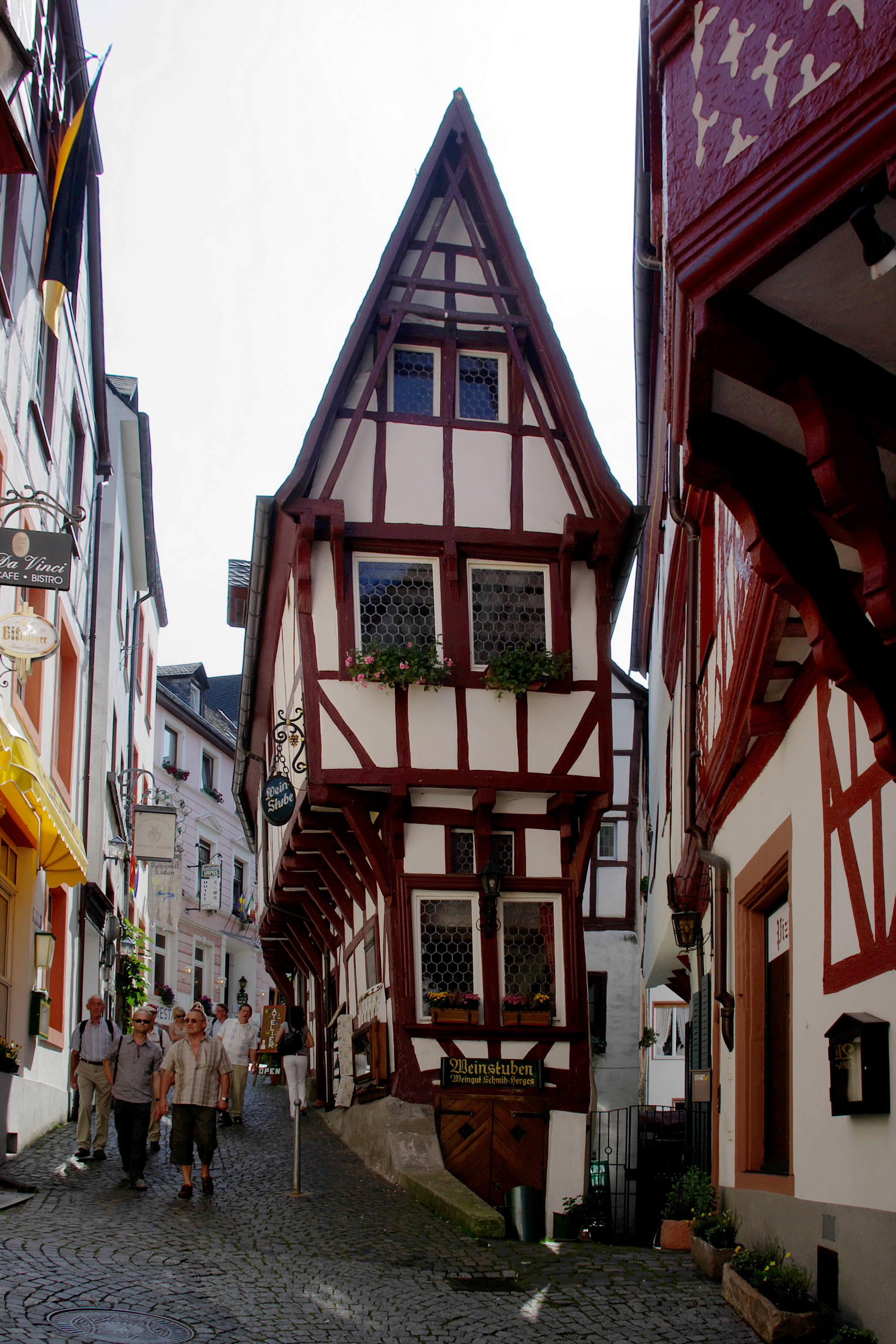
Spitzhäuschen, o clădire foarte îngustă în Bernkastel cu cadre de lemn, construită în 1417.
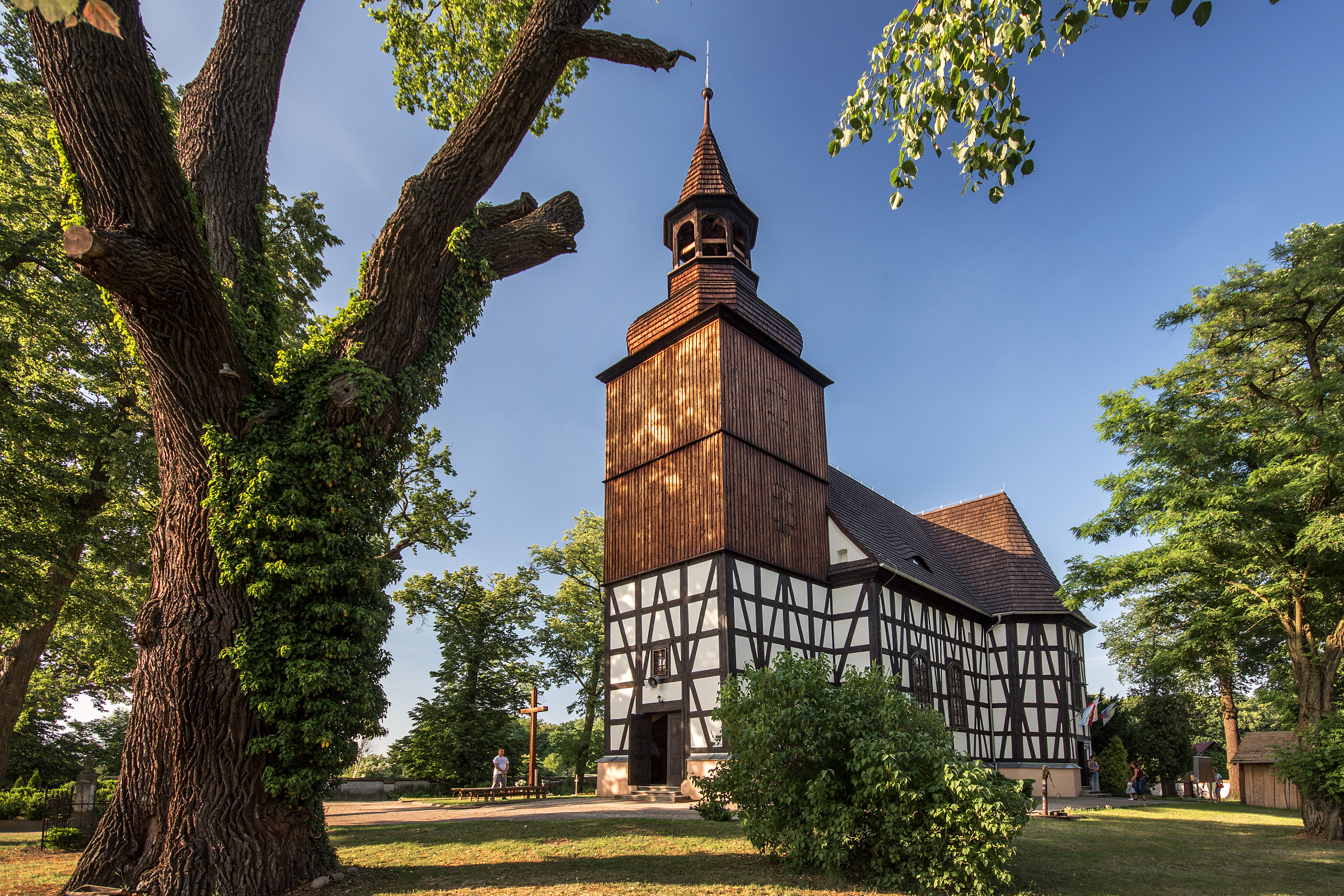
Biserica Sf. Petru și Pavel din Sułów, Polonia.
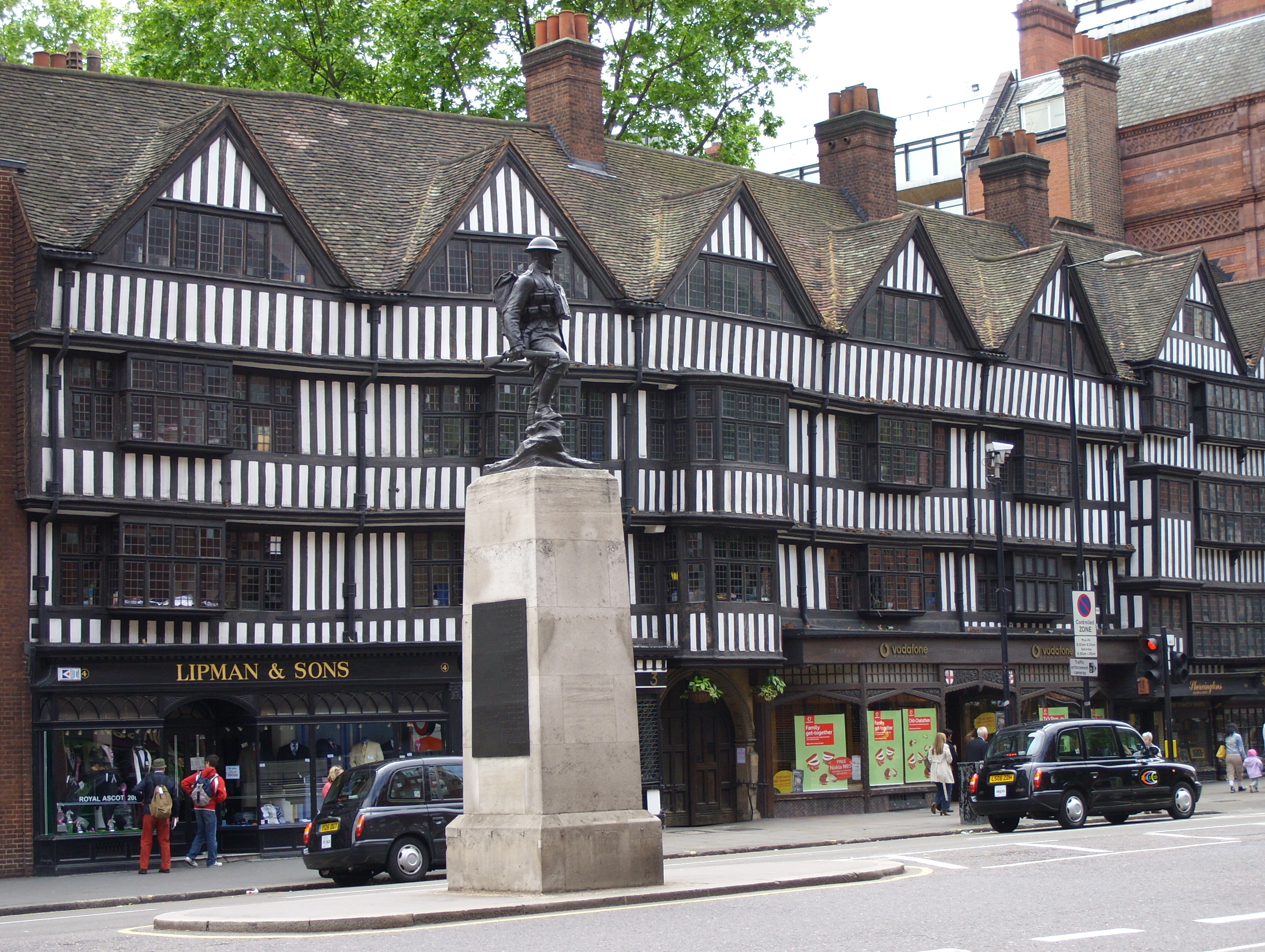
Clădiri cu cadre de lemn în Londra.
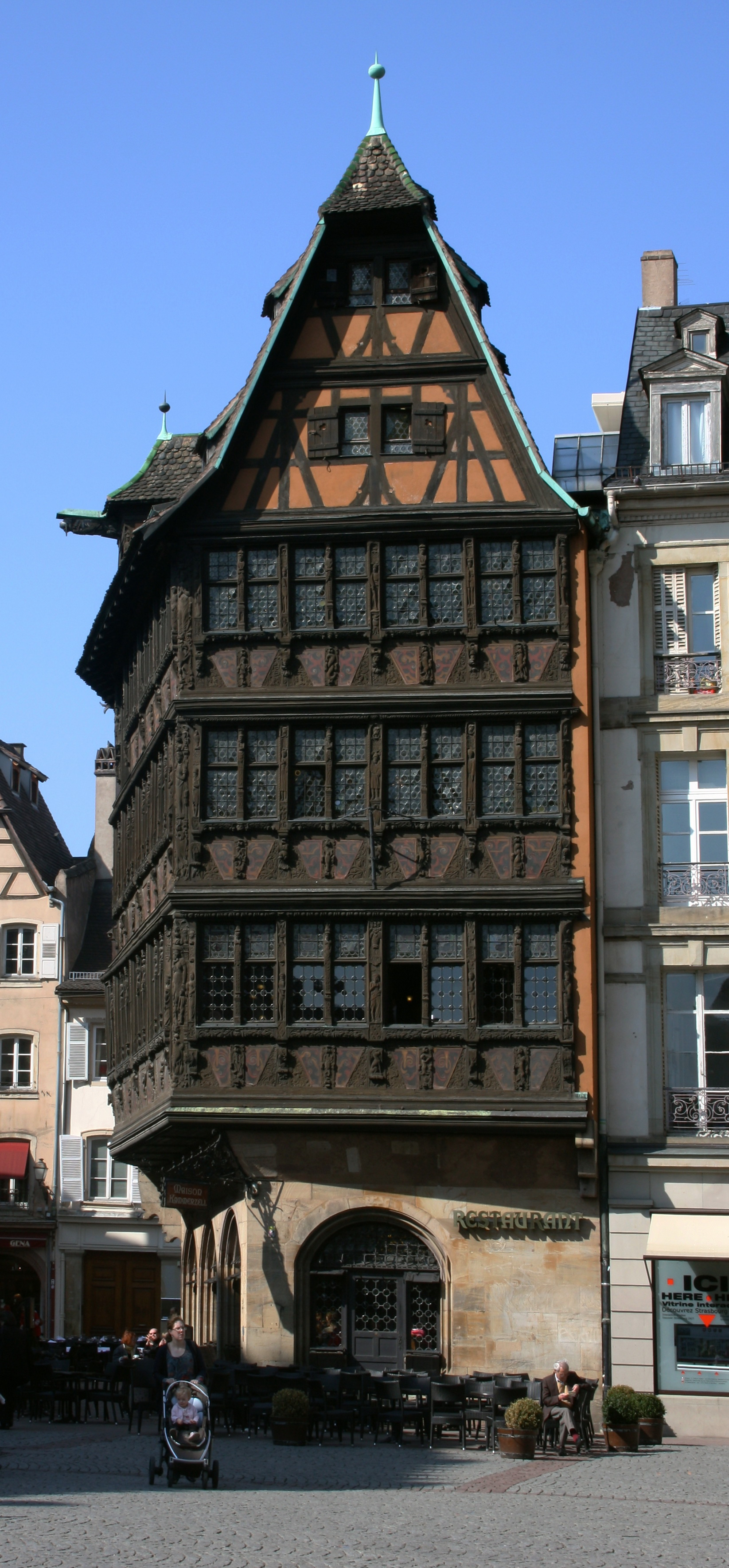
Maison Kammerzell lângă Catedrala Notre-Dame din Strasbourg, una dintre cele mai faimoase case în stil Fachwerk.
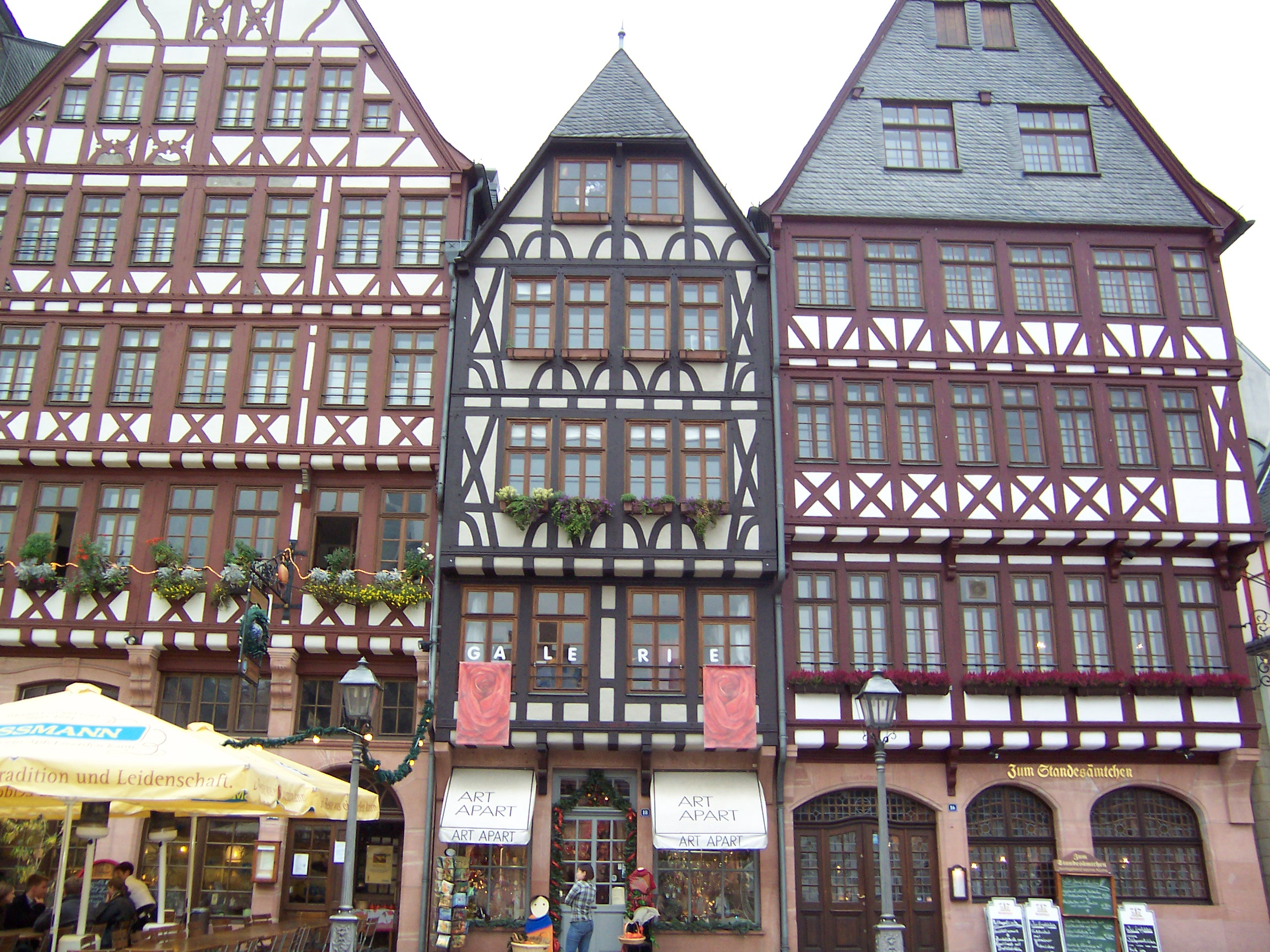
Case în stil Fachwerk în Frankfurt.
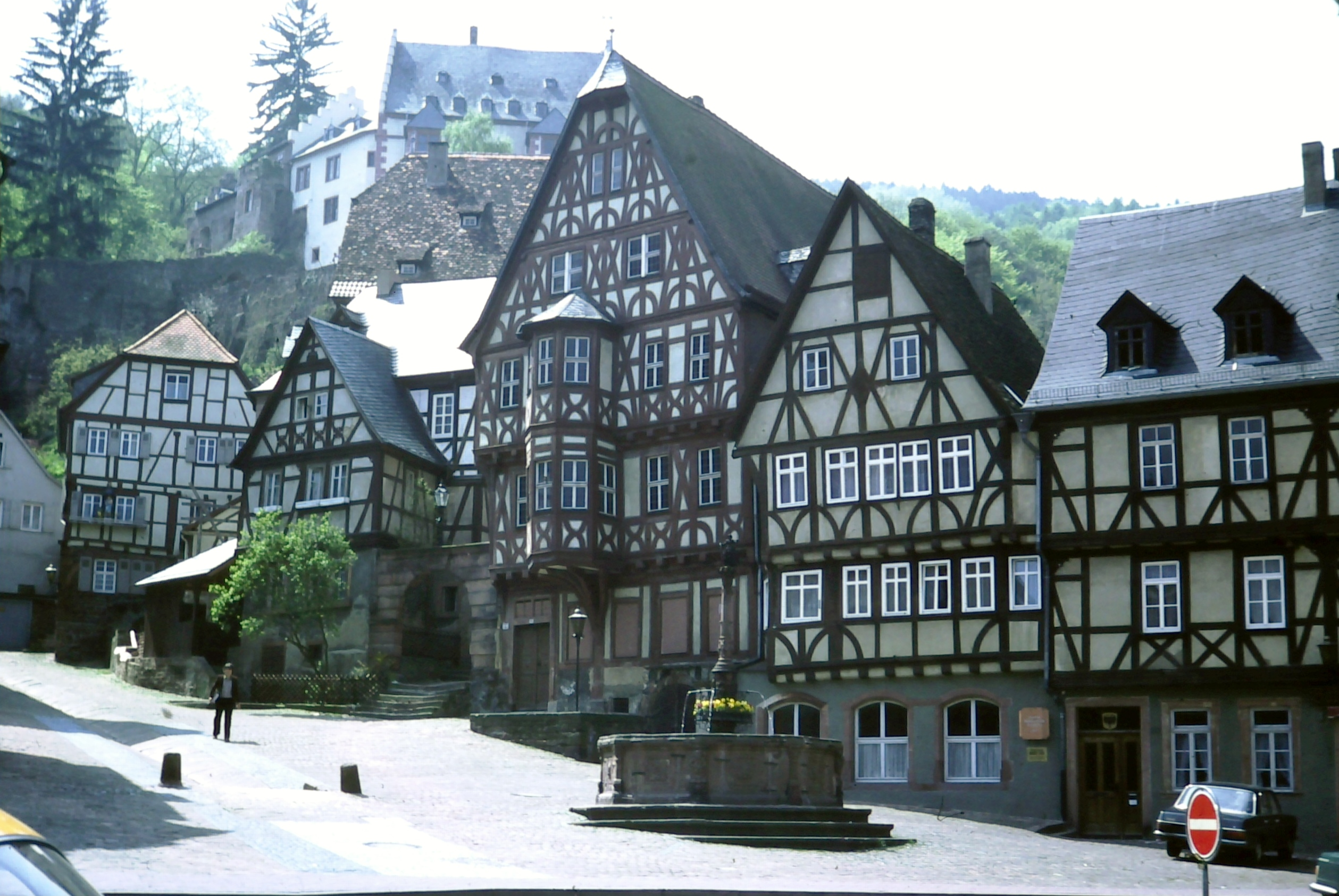
Case în Miltenberg, Germania.
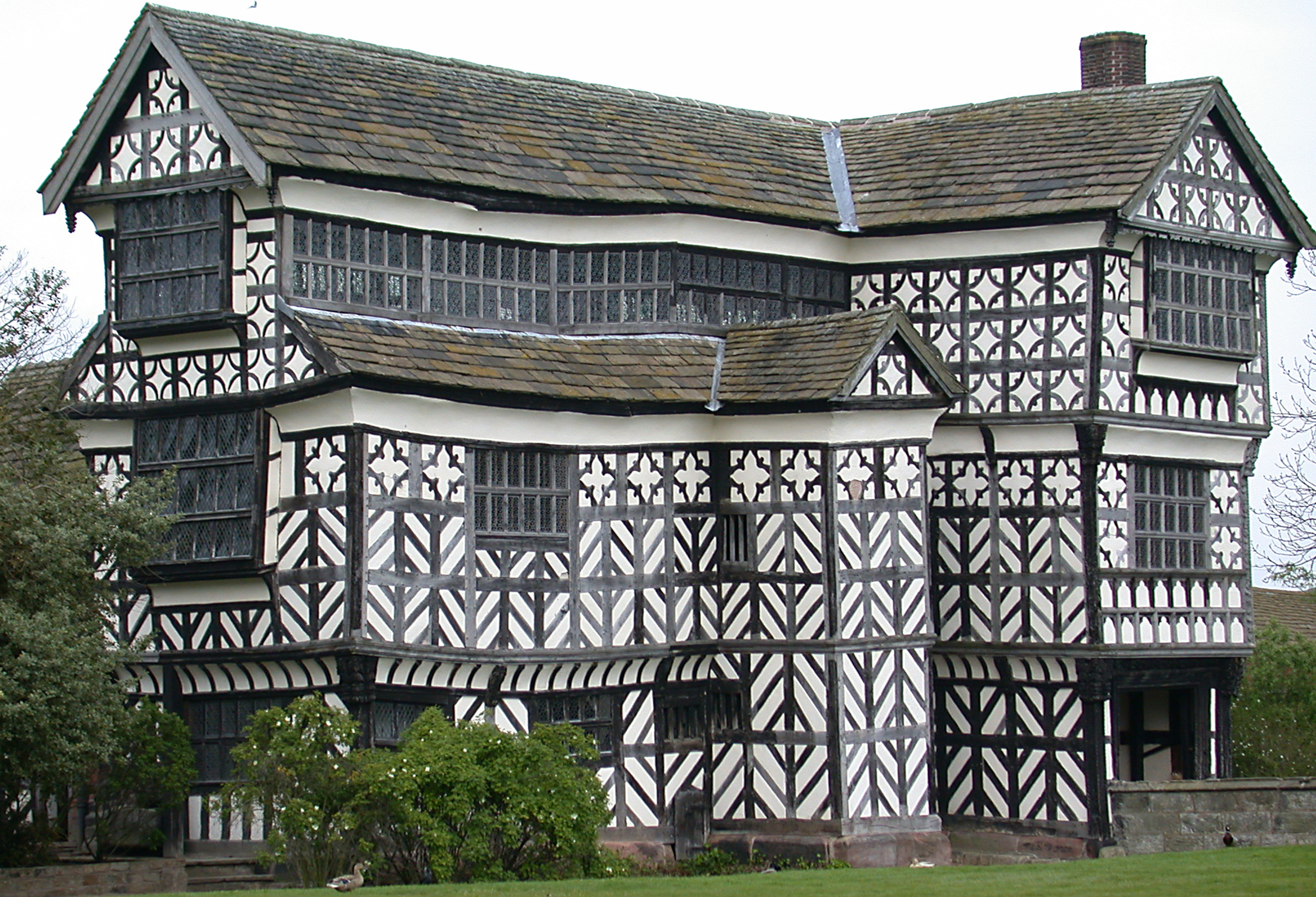
Little Moreton Hall, Cheshire, Anglia.
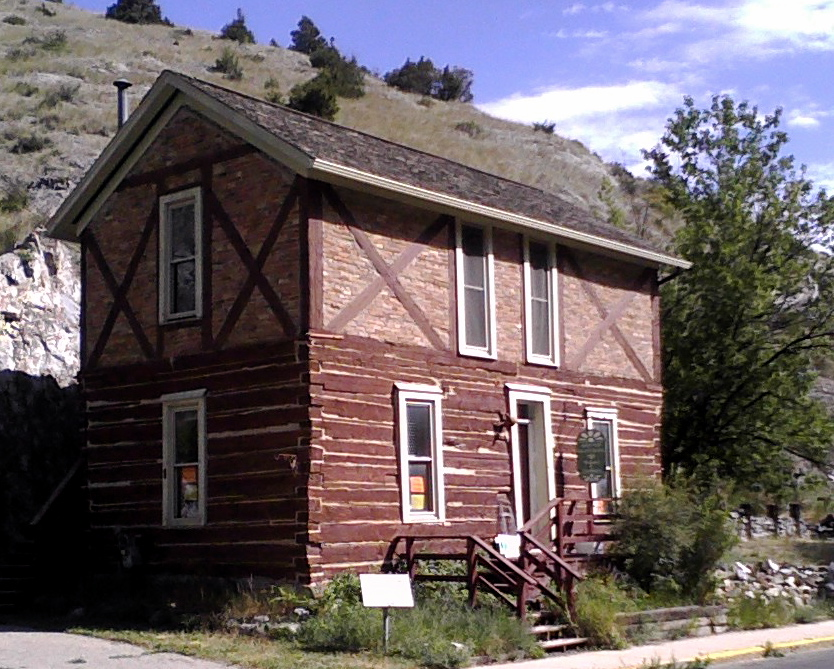
Kluge House în Helena, Montana, Statele Unite.
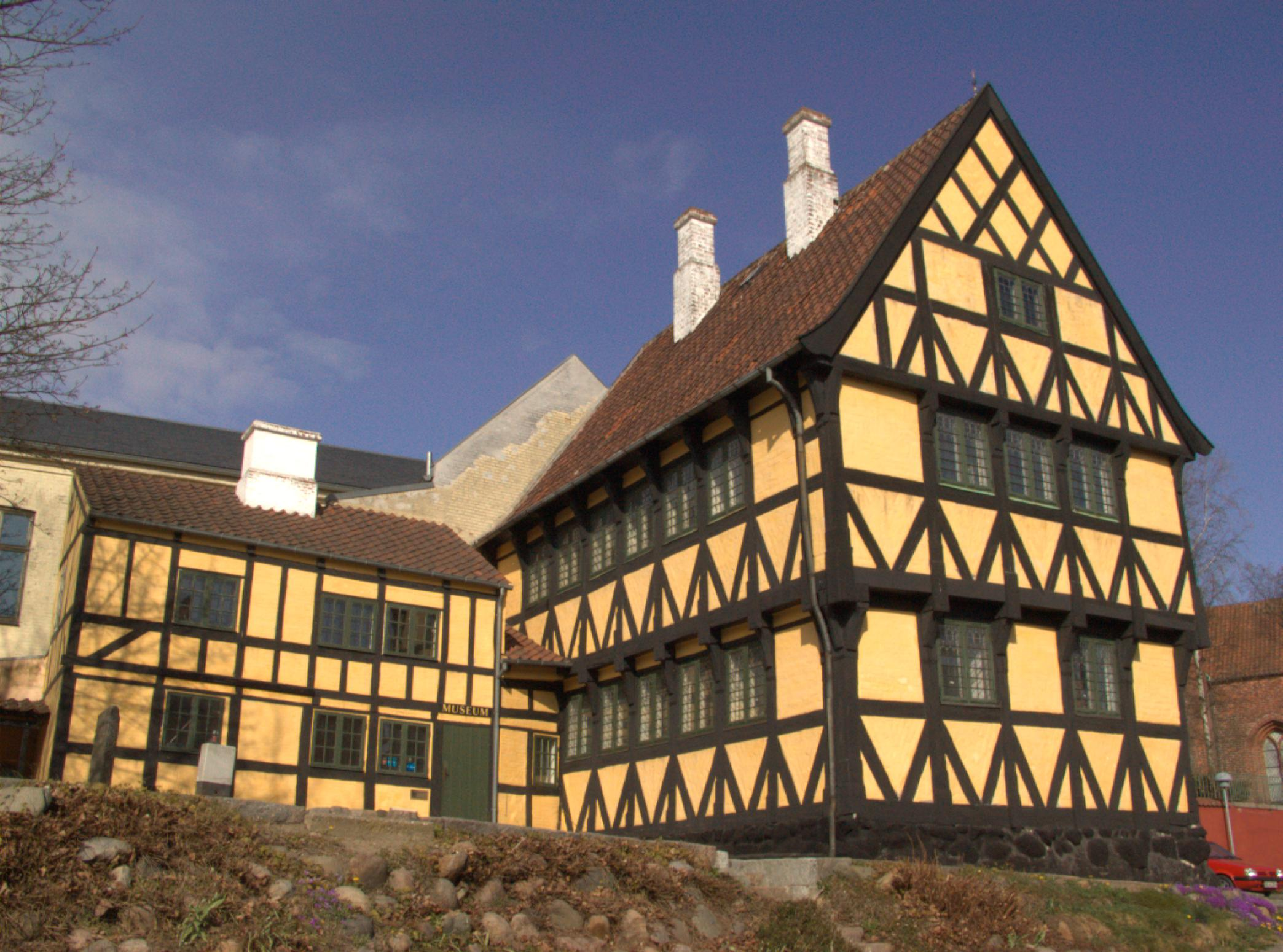
Anne Hvides Gaard, Svendborg, Danemarca, construită în 1560.
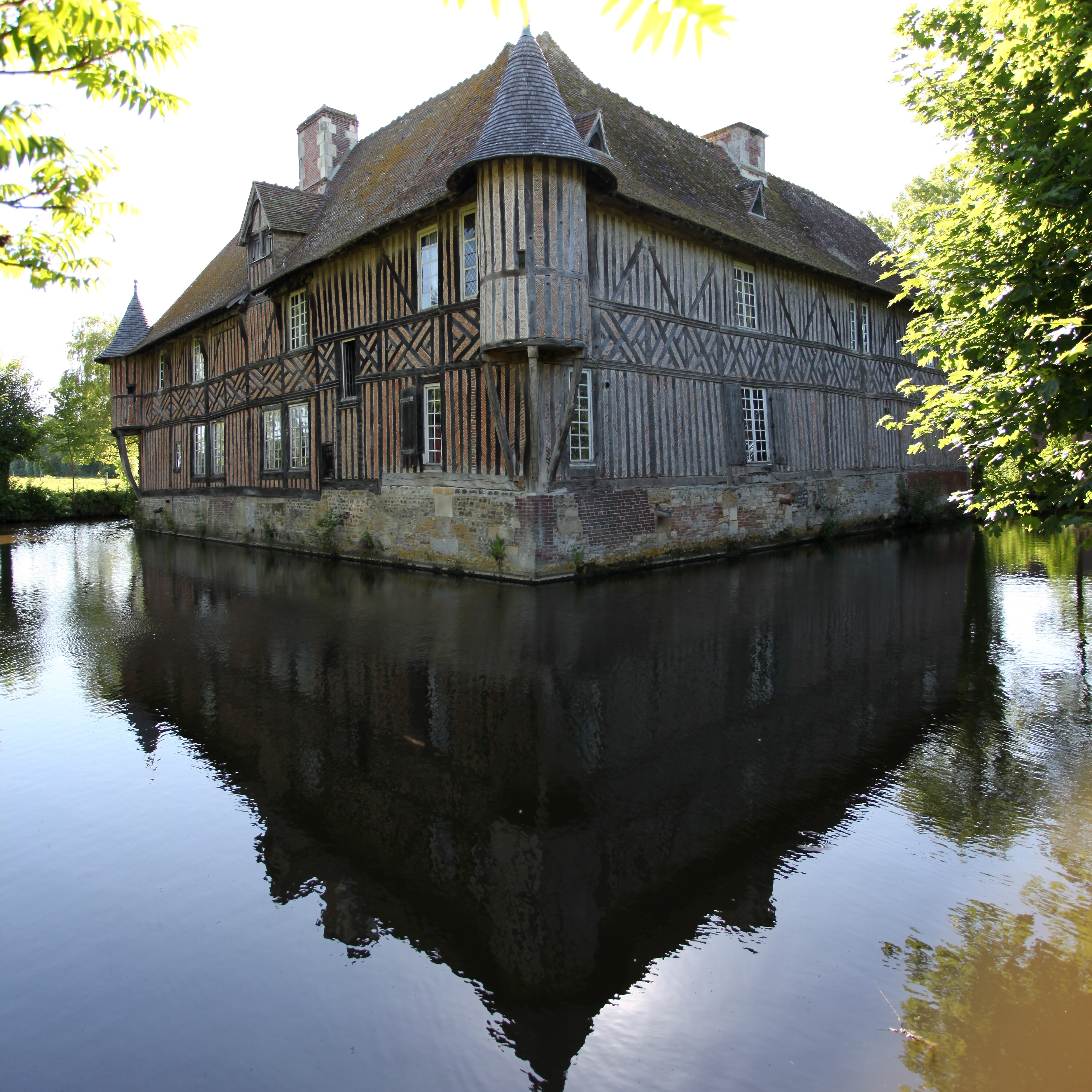
Coupesarte Manor, Normandia, Franța.
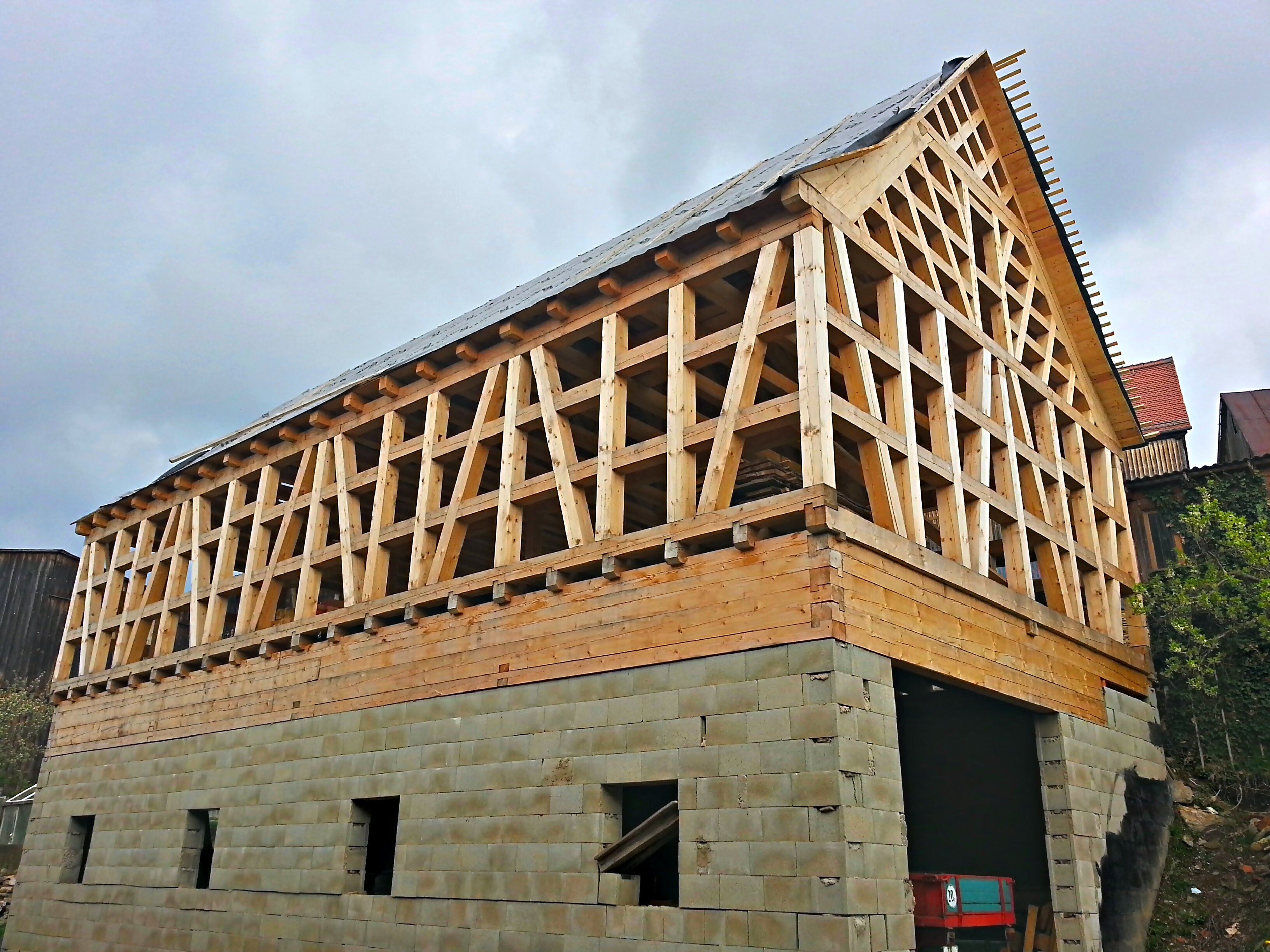
Casă în stil Fachwerk în construcție, Tirschenreuth, Germania.
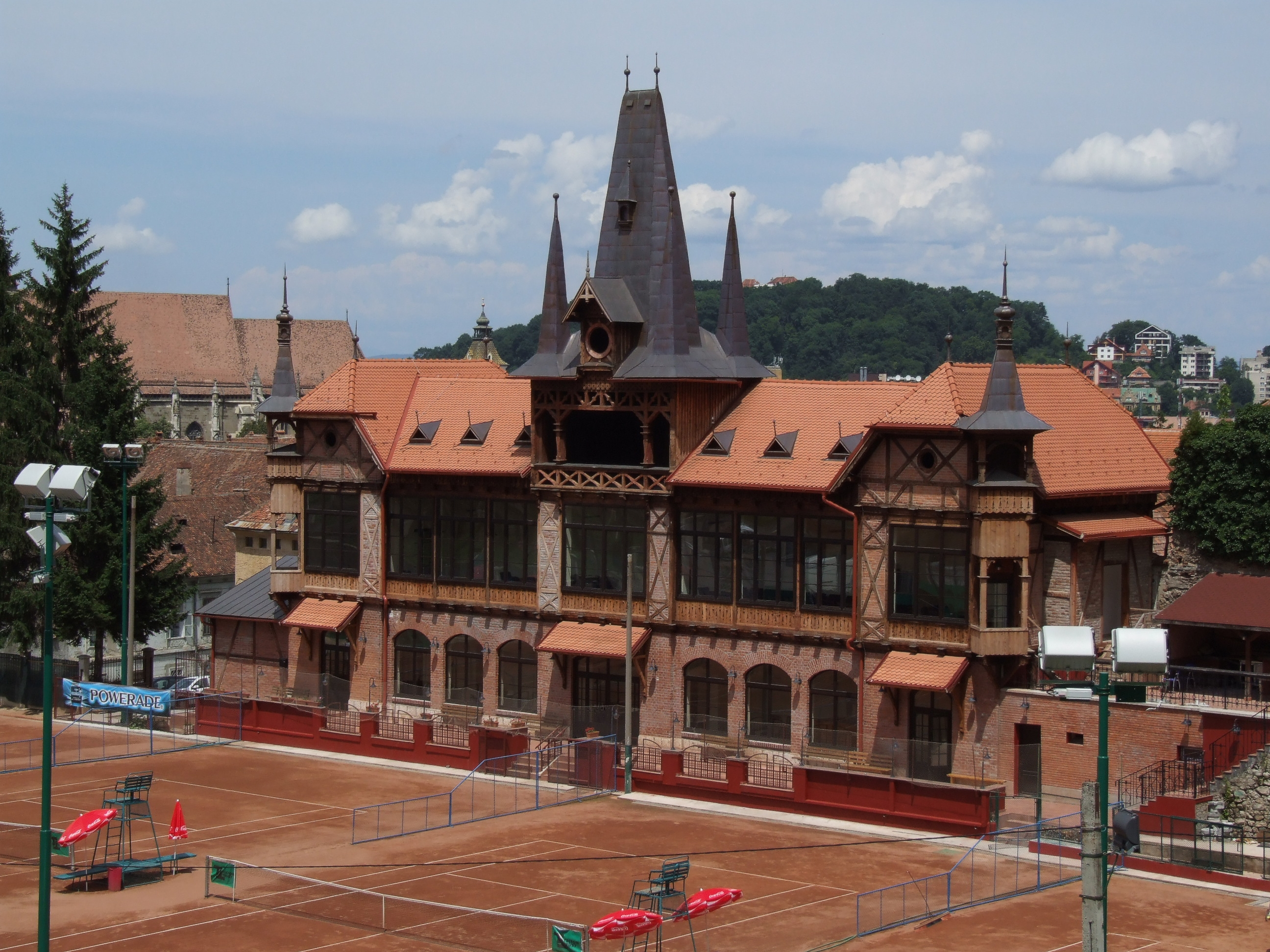
Complexul Sportiv „Olimpia“ - Braşov